# Les Experts (franchise)
Pour les articles homonymes, voir Les Experts.
Les Experts (CSI pour Crime Scene Investigation) est une franchise de séries télévisées américaines créée par Anthony E. Zuiker et diffusée depuis 2000 sur CBS. La franchise est composée des séries Les Experts (CSI: Crime Scene Investigation, 2000-2015), Les Experts : Miami (CSI: Miami, 2002-2012), Les Experts : Manhattan (CSI: NY, 2004-2013), Les Experts : Cyber (CSI: Cyber, 2015-2016) et Les Experts : Vegas (depuis 2021).
Au 19 mai 2024, 838 épisodes de la série ont été diffusés.
La franchise connait également des épisodes crossover avec d'autres séries comme FBI : Portés disparus et Cold Case.
Les Experts : Miami et Les Experts : Cyber sont dérivées de la série Les Experts. Les Experts : Manhattan est dérivée des Experts : Miami. Chaque série est introduite via un backdoor pilot. Les Experts : Vegas est la suite directe des Experts, elle a été annulée après trois saisons le 19 avril 2024.

## Accueil

### Audience
| Série                   | Saison       | Épisode      | Diffusion originale sur CBS | Diffusion originale sur CBS | Nombre moyen de téléspectateurs (millions) à J+7 | Rang |
| Série                   | Saison       | Épisode      | Première diffusion          | Dernière diffusion          | Nombre moyen de téléspectateurs (millions) à J+7 | #    |
| ----------------------- | ------------ | ------------ | --------------------------- | --------------------------- | ------------------------------------------------ | ---- |
| Les Experts             | 1            | 23           | 6 octobre 2000              | 17 mai 2001                 | 20.8                                             | 10   |
| Les Experts             | 2            | 23           | 27 septembre 2001           | 16 mai 2002                 | 23.7                                             | 2    |
| Les Experts             | 3            | 23           | 26 septembre 2002           | 15 mai 2003                 | 26.12                                            | 1    |
| Les Experts             | 4            | 23           | 25 septembre 2003           | 20 mai 2004                 | 25.27                                            | 2    |
| Les Experts             | 5            | 25           | 23 septembre 2004           | 19 mai 2005                 | 26.26                                            | 2    |
| Les Experts             | 6            | 24           | 22 septembre 2005           | 18 mai 2006                 | 24.86                                            | 3    |
| Les Experts             | 7            | 24           | 21 septembre 2006           | 17 mai 2007                 | 20.34                                            | 4    |
| Les Experts             | 8            | 17           | 27 septembre 2007           | 15 mai 2008                 | 16.62                                            | 9    |
| Les Experts             | 9            | 24           | 9 octobre 2008              | 14 mai 2009                 | 18.52                                            | 4    |
| Les Experts             | 10           | 23           | 24 septembre 2009           | 20 mai 2010                 | 14.92                                            | 12   |
| Les Experts             | 11           | 22           | 23 septembre 2010           | 12 mai 2011                 | 13.52                                            | 12   |
| Les Experts             | 12           | 22           | 21 septembre 2011           | 9 mai 2012                  | 12.49                                            | 21   |
| Les Experts             | 13           | 22           | 26 septembre 2012           | 15 mai 2013                 | 11.63                                            | 23   |
| Les Experts             | 14           | 22           | 25 septembre 2013           | 7 mai 2014                  | 11.86                                            | 18   |
| Les Experts             | 15           | 18           | 28 septembre 2014           | 15 février 2015             | 11.19                                            | 34   |
| Les Experts             | Finale       | 2            | 27 septembre 2015           | 27 septembre 2015           | 12.22                                            | /    |
| Les Experts             | Total        | 337          |                             |                             |                                                  |      |
| Les Experts : Miami     | Introduction | Introduction | 9 mai 2002                  | 9 mai 2002                  | 27.12                                            | /    |
| Les Experts : Miami     | 1            | 24           | 23 septembre 2002           | 19 mai 2003                 | 16.45                                            | 12   |
| Les Experts : Miami     | 2            | 24           | 22 septembre 2003           | 24 mai 2004                 | 18.06                                            | 9    |
| Les Experts : Miami     | 3            | 24           | 20 septembre 2004           | 23 mai 2005                 | 19.00                                            | 7    |
| Les Experts : Miami     | 4            | 25           | 19 septembre 2005           | 22 mai 2006                 | 18.12                                            | 9    |
| Les Experts : Miami     | 5            | 24           | 18 septembre 2006           | 14 mai 2007                 | 16.98                                            | 12   |
| Les Experts : Miami     | 6            | 21           | 24 septembre 2007           | 19 mai 2008                 | 13.91                                            | 16   |
| Les Experts : Miami     | 7            | 25           | 22 septembre 2008           | 18 mai 2009                 | 14.26                                            | 13   |
| Les Experts : Miami     | 8            | 24           | 21 septembre 2009           | 24 mai 2010                 | 12.65                                            | 24   |
| Les Experts : Miami     | 9            | 22           | 3 octobre 2010              | 8 mai 2011                  | 11.75                                            | 27   |
| Les Experts : Miami     | 10           | 19           | 25 septembre 2011           | 8 avril 2012                | 10.84                                            | 36   |
| Les Experts : Miami     | Total        | 232          |                             |                             |                                                  |      |
| Les Experts : Manhattan | Introduction | Introduction | 17 mai 2004                 | 17 mai 2004                 | 23.08                                            | /    |
| Les Experts : Manhattan | 1            | 23           | 22 septembre 2004           | 18 avril 2005               | 13.59                                            | 21   |
| Les Experts : Manhattan | 2            | 24           | 28 septembre 2005           | 17 mai 2006                 | 14.04                                            | 22   |
| Les Experts : Manhattan | 3            | 24           | 20 septembre 2006           | 16 mai 2007                 | 13.92                                            | 25   |
| Les Experts : Manhattan | 4            | 21           | 26 septembre 2007           | 21 mai 2008                 | 11.71                                            | 28   |
| Les Experts : Manhattan | 5            | 25           | 24 septembre 2008           | 14 mai 2009                 | 13.50                                            | 17   |
| Les Experts : Manhattan | 6            | 23           | 23 septembre 2009           | 26 mai 2010                 | 12.66                                            | 23   |
| Les Experts : Manhattan | 7            | 22           | 24 septembre 2010           | 13 mai 2011                 | 10.73                                            | 37   |
| Les Experts : Manhattan | 8            | 18           | 23 septembre 2011           | 11 mai 2012                 | 10.34                                            | 38   |
| Les Experts : Manhattan | 9            | 17           | 21 septembre 2012           | 22 février 2013             | 11.27                                            | 26   |
| Les Experts : Manhattan | Total        | 197          |                             |                             |                                                  |      |
| Les Experts : Cyber     | 1            | 13           | 4 mars 2015                 | 13 mai 2015                 | 10.51                                            | 39   |
| Les Experts : Cyber     | 2            | 18           | 4 octobre 2015              | 13 mars 2016                | 8.50                                             | 50   |
| Les Experts : Cyber     | Total        | 31           |                             |                             |                                                  |      |
| Les Experts : Vegas     | 1            | 10           | 6 octobre 2021              | 8 décembre 2021             | 6.80                                             | 30   |
| Les Experts : Vegas     | 2            | 21           | 29 septembre 2022           | 18 mai 2023                 | 5.66                                             | 36   |
| Les Experts : Vegas     | 3            | 10           | 18 février 2024             | 19 mai 2024                 | 6.15                                             | 28   |
| Les Experts : Vegas     | Total        | 41           |                             |                             |                                                  |      |

### Critique
| Série                   | Allociné             | IMDB                  |
| ----------------------- | -------------------- | --------------------- |
| Les Experts             | 3,4/5 (37 012 notes) | 7,7/10 (91 000 notes) |
| Les Experts : Miami     | 2,9/5 (30 425 notes) | 6,4/10 (62 000 notes) |
| Les Experts : Manhattan | 2,9/5 (23 534 notes) | 7/10 (50 000 notes)   |
| Les Experts : Cyber     | 2,9/5 (296 notes)    | 5,5/10 (12 000 notes) |
| Les Experts : Vegas     | 3,6/5 (106 notes)    | 7,4/10 (10 000 notes) |

## Distribution et personnages
| Personnage         | Nombre d'épisodes (apparition) | Nombre d'épisodes (apparition) | Nombre d'épisodes (apparition) | Nombre d'épisodes (apparition) | Nombre d'épisodes (apparition) | Nombre d'épisodes (apparition) | Acteur               | Première apparition | Dernière apparition |
| Personnage         | Série                          | Série                          | Série                          | Série                          | Série                          | Total                          | Acteur               | Première apparition | Dernière apparition |
| Personnage         | CSI                            | Miami                          | NY                             | Cyber                          | Vegas                          | Total                          | Acteur               | Première apparition | Dernière apparition |
| ------------------ | ------------------------------ | ------------------------------ | ------------------------------ | ------------------------------ | ------------------------------ | ------------------------------ | -------------------- | ------------------- | ------------------- |
| Greg Sanders       | 331                            |                                |                                |                                | 3                              | 334                            | Eric Szmanda         | 2000                | 2023                |
| Albert Robbins     | 328                            |                                |                                |                                |                                | 328                            | Robert David Hall    | 2000                | 2015                |
| Nick Stokes        | 323                            |                                |                                |                                |                                | 323                            | George Eads          | 2000                | 2015                |
| Jim Brass          | 305                            |                                |                                |                                | 2                              | 307                            | Paul Guilfoyle       | 2000                | 2021                |
| David Phillips     | 288                            |                                |                                |                                |                                | 288                            | David Berman         | 2000                | 2015                |
| Catherine Willows  | 260                            |                                |                                |                                | 24                             | 284                            | Marg Helgenberger    | 2000                | 2024                |
| Sara Sidle         | 267                            |                                |                                |                                | 10                             | 277                            | Jorja Fox            | 2000                | 2021                |
| David Hodges       | 240                            |                                |                                |                                | 4                              | 244                            | Wallace Langham      | 2003                | 2021                |
| Gil Grissom        | 195                            |                                |                                |                                | 10                             | 206                            | William Petersen     | 2000                | 2021                |
| Warrick Brown †    | 180                            |                                |                                |                                |                                | 180                            | Gary Dourdan         | 2000                | 2008                |
| Henry Andrews      | 108                            |                                |                                |                                |                                | 108                            | Jon Wellner          | 2005                | 2015                |
| D.B. Russell (en)  | 86                             |                                | 1                              | 16                             |                                | 103                            | Ted Danson           | 2011                | 2016                |
| Archie Johnson     | 100                            |                                |                                |                                |                                | 100                            | Archie Kao           | 2001                | 2012                |
| Officier Mitchell  | 98                             |                                |                                |                                |                                | 98                             | Larry Mitchell (en)  | 2005                | 2015                |
| Morgan Brody       | 85                             |                                |                                |                                |                                | 85                             | Elisabeth Harnois    | 2011                | 2015                |
| Wendy Simms (en)   | 75                             |                                |                                |                                |                                | 75                             | Liz Vassey           | 2005                | 2010                |
| Julie Finlay       | 71                             |                                |                                |                                |                                | 71                             | Elisabeth Shue       | 2012                | 2015                |
| Raymond Langston   | 60                             | 1                              | 1                              |                                |                                | 62                             | Laurence Fishburne   | 2008                | 2011                |
|                    |                                |                                |                                |                                |                                |                                |                      |                     |                     |
| Horatio Caine      | 1                              | 232                            | 1                              |                                |                                | 234                            | David Caruso         | 2002                | 2012                |
| Calleigh Duquesne  | 1                              | 231                            |                                |                                |                                | 232                            | Emily Procter        | 2002                | 2012                |
| Eric Delko         | 1                              | 219                            |                                |                                |                                | 220                            | Adam Rodríguez       | 2002                | 2012                |
| Frank Tripp        |                                | 187                            |                                |                                |                                | 187                            | Rex Linn             | 2003                | 2012                |
| Ryan Wolfe (en)    |                                | 182                            |                                |                                |                                | 182                            | Jonathan Togo        | 2004                | 2012                |
| Natalia Boa Vista  |                                | 146                            |                                |                                |                                | 146                            | Eva LaRue            | 2005                | 2012                |
| Alexx Woods        | 1                              | 143                            |                                |                                |                                | 144                            | Khandi Alexander     | 2002                | 2009                |
| Maxine Valera (en) |                                | 75                             |                                |                                |                                | 75                             | Boti Bliss (en)      | 2003                | 2009                |
| Walter Simmons     |                                | 63                             |                                |                                |                                | 63                             | Omar Benson Miller   | 2009                | 2012                |
| Yelina Salas       |                                | 59                             |                                |                                |                                | 59                             | Sofia Milos          | 2003                | 2009                |
| Tom Loman (en)     |                                | 52                             |                                |                                |                                | 52                             | Christian Clemenson  | 2009                | 2012                |
| Tim Speedle †      | 1                              | 50                             |                                |                                |                                | 51                             | Rory Cochrane        | 2002                | 2007                |
| Jesse Cardoza      |                                | 25                             |                                |                                |                                | 25                             | Eddie Cibrian        | 2009                | 2010                |
|                    |                                |                                |                                |                                |                                |                                |                      |                     |                     |
| Mac Taylor         | 1                              | 2                              | 197                            |                                |                                | 200                            | Gary Sinise          | 2004                | 2013                |
| Danny Messer       |                                | 1                              | 197                            |                                |                                | 198                            | Carmine Giovinazzo   | 2004                | 2013                |
| Sheldon Hawkes     |                                | 1                              | 197                            |                                |                                | 198                            | Hill Harper          | 2004                | 2013                |
| Don Flack          |                                |                                | 197                            |                                |                                | 197                            | Eddie Cahill         | 2004                | 2013                |
| Lindsay Monroe     |                                |                                | 166                            |                                |                                | 166                            | Anna Belknap         | 2005                | 2013                |
| Sid Hammerback     |                                |                                | 162                            |                                |                                | 162                            | Robert Joy           | 2005                | 2013                |
| Stella Bonasera    |                                | 1                              | 140                            |                                |                                | 141                            | Melina Kanakaredes   | 2004                | 2010                |
| Adam Ross          |                                |                                | 139                            |                                |                                | 139                            | A. J. Buckley        | 2005                | 2013                |
| Jo Danville        |                                |                                | 57                             |                                |                                | 57                             | Sela Ward            | 2010                | 2013                |
|                    |                                |                                |                                |                                |                                |                                |                      |                     |                     |
| Avery Ryan         | 2                              |                                |                                | 31                             |                                | 33                             | Patricia Arquette    | 2014                | 2016                |
| Elijah Mundo       |                                |                                |                                | 31                             |                                | 31                             | James Van Der Beek   | 2015                | 2016                |
| Brody Nelson       |                                |                                |                                | 31                             |                                | 31                             | Shad Moss            | 2015                | 2016                |
| Daniel Krumitz     |                                |                                |                                | 31                             |                                | 31                             | Charley Koontz       | 2015                | 2016                |
| Raven Ramirez      |                                |                                |                                | 31                             |                                | 31                             | Hayley Kiyoko        | 2015                | 2016                |
| Simon Sifter       |                                |                                |                                | 13                             |                                | 13                             | Peter MacNicol       | 2015                | 2015                |
|                    |                                |                                |                                |                                |                                |                                |                      |                     |                     |
| Maxine Roby        |                                |                                |                                |                                | 41                             | 41                             | Paula Newsome        | 2021                | 2024                |
| Josh Folsom        |                                |                                |                                |                                | 41                             | 41                             | Matt Lauria          | 2021                | 2024                |
| Allie Rajan        |                                |                                |                                |                                | 41                             | 41                             | Mandeep Dhillon (en) | 2021                | 2024                |
| Beau Finado        |                                |                                |                                |                                | 31                             | 31                             | Lex Medlin (en)      | 2022                | 2024                |
| Serena Chavez      |                                |                                |                                |                                | 31                             | 31                             | Ariana Guerra        | 2022                | 2024                |
| Chris Park         |                                |                                |                                |                                | 29                             | 29                             | Jay Lee              | 2021                | 2024                |
|                    |                                |                                |                                |                                |                                |                                |                      |                     |                     |

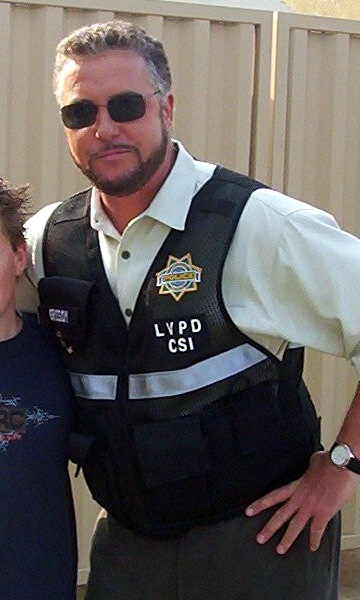
William Petersen incarnant le rôle de Gil Grissom
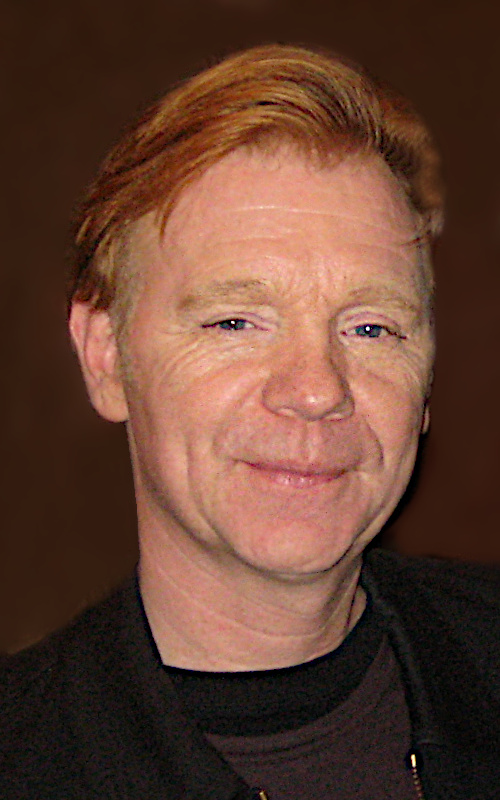
David Caruso incarnant le rôle de Horatio Caine
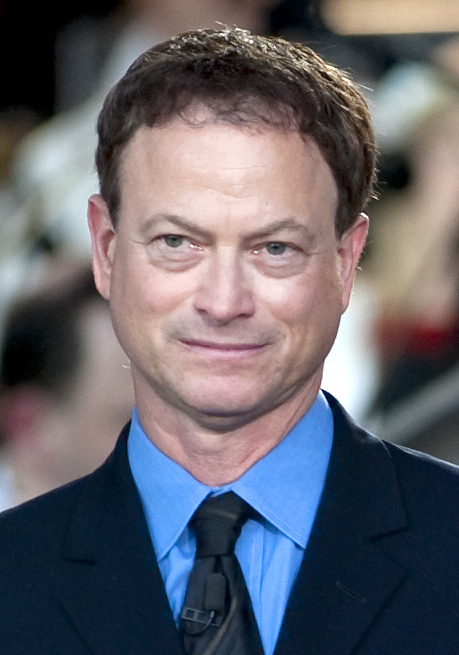
Gary Sinise incarnant le rôle de Mac Taylor
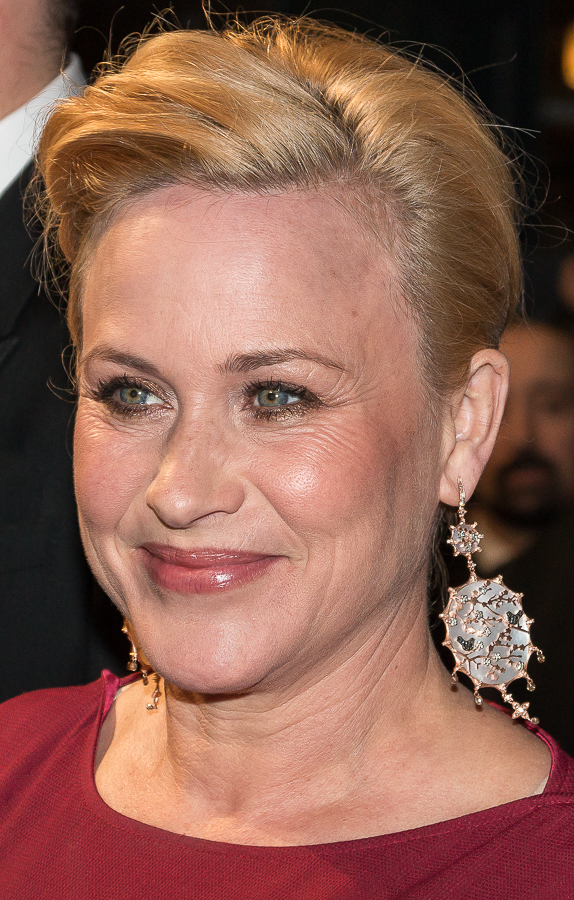
Patricia Arquette incarnant le rôle de Avery Ryan

## Lieux
Chaque série se déroule dans une ville différente (Las Vegas, Miami, New York, Quantico). Bien qu'elles soient censées se dérouler dans des villes distantes de plusieurs milliers de kilomètres, toutes les séries de la franchise sont en réalité tournage tournées en Californie, principalement dans des studios voisins de Los Angeles. Seul quelques plans extérieurs ont en fait été tournés dans les vraies villes.
|                                    | Séries                | Séries                                             | Séries                | Séries                        |
| ---------------------------------- | --------------------- | -------------------------------------------------- | --------------------- | ----------------------------- |
| Les Experts et Les Experts : Vegas | Les Experts : Miami   | Les Experts : Manhattan                            | Les Experts : Cyber   |                               |
| Photographies                      |                       |                                                    |                       |                               |
| Lieu principal de l'action         | Las Vegas ( Nevada)   | Miami ( Floride)                                   | Manhattan ( New York) | Quantico ( Virginie)          |
| Lieux de tournage (principaux)     | Californie            | Californie                                         | Californie            | Californie                    |
| Lieux de tournage (principaux)     | Santa Clarita Studios | Raleigh Manhattan Studios Redondo Beach Long Beach | CBS Studio Center     | CBS Studio Center Studio City |

## Différences entre les séries

### Méthodes de travail
Les Experts et Les Experts : Vegas : ces experts sont des scientifiques, ils utilisent les indices médico-légal pour résoudre les crimes.
Les Experts Miami : ces experts sont des détectives, ils utilisent des théories et la pointe de la technologie pour résoudre les crimes.
Les Experts Manhattan : ces experts sont des scientifiques et détectives, ils utilisent la pointe de la technologie pour résoudre les crimes.
Les Experts Cyber : ces experts sont des psychologues, ils résolvent les crimes touchant aussi bien le monde virtuel (Cyberespace) que le monde réel.

### Équipes
| Série                 | Fonction                                | Personnage                                                          | Apparition                                                                                   |
| Les Experts           | Superviseur de l'équipe                 | Jim Brass Gil Grissom Sofia Curtis Catherine Willows D.B. Russell   | 1x01 1x02 – 9x10 5x07 – 5x08 5x09 – 5x25, 9x11 – 11x22 12x01 – 16x02                         |
| --------------------- | --------------------------------------- | ------------------------------------------------------------------- | -------------------------------------------------------------------------------------------- |
| Les Experts           | Assistant(e) du superviseur de l'équipe | Gil Grissom Catherine Willows Sofia Curtis Nick Stokes Julie Finlay | 1x01 (1x02 – 5x08) / (6x01 – 9x10) / (12x01 – 12x12) 5x09 – 5x25 10x01 – 11x22 12x14 – 15x18 |
| Les Experts Miami     | Superviseur de l'équipe                 | Horatio Caine                                                       | pilote - 10x19                                                                               |
| Les Experts Miami     | Assistante du superviseur de l'équipe   | Megan Donner Calleigh Duquesne                                      | 1x01 – 1x10 1x11 – 10x19                                                                     |
| Les Experts Manhattan | Superviseur de l'équipe                 | Mac Taylor                                                          | pilote – 9x17                                                                                |
| Les Experts Manhattan | Assistante du superviseur de l'équipe   | Stella Bonasera Jo Danville                                         | pilote – 6x23 7x01 – 9x17                                                                    |
| Les Experts Cyber     | Superviseur de l'équipe                 | indéterminé                                                         | indéterminé                                                                                  |
| Les Experts Cyber     | Assistante du superviseur de l'équipe   | Simon Sifter Colin Vickner Avery Ryan                               | 1x01–1x13 1x01–2x04 2x05–2x18                                                                |

## Génériques
La musique des génériques de chaque série contient une chanson du groupe The Who. Anthony E. Zuiker, grand fan du groupe de rock britannique, avait ainsi Who Are You pour le générique de la première série. L'idée sera reprise pour les séries suivantes de la franchise.
| Série                   | Chanson                |
| ----------------------- | ---------------------- |
| Les Experts             | Who Are You            |
| Les Experts : Miami     | Won't Get Fooled Again |
| Les Experts : Manhattan | Baba O'Riley           |
| Les Experts : Cyber     | I Can See for Miles    |
| Les Experts : Vegas     | Who Are You            |

## Crossovers

### Au sein de la franchise
La franchise connait plusieurs épisodes croisés (crossover) entre deux et parfois même trois séries de la franchise.
| Crossover entre | Crossover entre         | Crossover entre | Épisode | Type                  | Acteur(s) dans le crossover                                                                 | Date de diffusion        |
| Série A | Série B                 | Série C         | Épisode | Type                  | Acteur(s) dans le crossover                                                                 | Date de diffusion        |
| --- | ----------------------- | --------------- | --- | --------------------- | ------------------------------------------------------------------------------------------- | ------------------------ |
| Les Experts | Les Experts : Miami     |                 | La mort dans tous ses états (Les Experts 2x22)                                                                              | Backdoor pilot        | Série A : David Caruso, Emily Procter, Adam Rodríguez, Rory Cochrane, Khandi Alexander      | 9 mai 2002               |
| Il s'agit d'un backdoor pilot d'introduction à la série dérivée Les Experts : Miami, tourné à Miami. |                         |                 | |                       |                                                                                             |                          |
| Les Experts: Miami | Les Experts: Manhattan  |                 | Poursuite à Manhattan (CSI : Miami 2x23)                                                                                    | Backdoor pilot        | Série A : Gary Sinise, Melina Kanakaredes, Carmine Giovinazzo, Vanessa Ferlito, Hill Harper | 17 mai 2004              |
| Lorsqu'elle arrive chez elle, une jeune femme découvre ses deux parents tués au couteau. L'équipe de police scientifique, pendant son enquête sur les lieux, en vient à soupçonner un tueur en série qui habiterait à New York. Horatio Caine jure à la jeune femme de trouver le coupable qui a tué ses parents. Il quitte Miami pour New York et rencontre le chef d'une section de police scientifique de New York. Ils feront équipe pour trouver le coupable. Après plusieurs recherches, ils mettront la main sur le tueur et son associé. |                         |                 | |                       |                                                                                             |                          |
| Les Experts : Manhattan | Les Experts             |                 | Poisson mortel (CSI : NY 1x04)                                                                                              | Apparition            | Série A : Ricky Harris (en)                                                                 | 27 octobre 2004          |
| L'équipe enquête sur deux meurtres. Dans la première affaire, Mac enquête sur la mort d'un DJ qui a été tué par deux coups de poignard au ventre et un, mortel, au cou. Il était en compétition professionnelle avec un autre DJ. L'enquête montre qu'il a été tué par une autre personne, mais pour des motifs professionnels. Dans la seconde affaire, Stella et Danny enquêtent sur la mort d'une dessinatrice de mode, Deborah Gale, noyée dans sa piscine. Elle a été empoisonnée par un poison provenant du fugu. L'enquête permet de découvrir que la mort est la conséquence d'une vengeance. |                         |                 | |                       |                                                                                             |                          |
| Les Experts : Miami | Les Experts : Manhattan |                 | Le Tueur de New York (CSI : Miami 4x07) Le Flic de Miami (CSI : NY 2x07)                                                    | soirée les Experts    | Série A : Gary Sinise Série B : David Caruso                                                | 7 & 9 novembre 2005      |
| Henry Darius, le criminel en cavale de Miami, se rend à New York avec l'otage qu'il a enlevée : Alexa Endecott, la fille d'un riche new-yorkais. Il la ramène au domicile parental et l'oblige à le conduire au coffre fort, mais celui-ci est vide. En colère, Darius tue Alexa et des amis qui faisaient la fête chez elle. Mac et son équipe, à la poursuite de Darius, sont aidés par Horatio Caine, le chef de la police scientifique de Miami. Les policiers découvrent un point commun entre Alexa Endecott et Darius : tous deux avaient le même psychiatre. Se rendant chez le psychiatre, ils apprennent que Darius était là quelques minutes auparavant. Ils apprennent aussi que c'est le psychiatre qui avait informé Darius du fait qu'Alexa, le jour de ses 21 ans, obtiendrait une somme de 3 millions de dollars de la part de ses parents. L'affaire se complique lorsqu'on découvre que la dernière personne à avoir accédé au coffre, et donc à avoir pu retirer l'intégralité de l'argent, est Sarah Endecott, la sœur d'Alexa. |                         |                 | |                       |                                                                                             |                          |
| Les Experts : Miami | Les Experts : Manhattan | Les Experts     | Les disparues de Miami (CSI: Miami 8x07) Les passagères de New York (CSI : NY 6x07) Les Innocentes de Las Vegas (CSI 10x07) | Les Experts : Trilogy | Séries A et B : Laurence Fishburne                                                          | 9, 11 & 12 novembre 2009 |
| Ashley Tanner est portée disparu à Miami. Lors de leur recherches, Horatio et son équipe retrouvent des morceaux du corps de la jeune fille mais aussi ceux d'une autre fille dans une rivière. L'autre fille a été identifiée, elle s'appelait Samantha Matthews et a été portée disparu à Las Vegas. Le Dr. Raymond Langston de Las Vegas entend parler de l'affaire et vient à Miami pour aider Horatio à démanteler une organisation criminelle qui serait à l'origine d'un trafic d'êtres humains. |                         |                 | |                       |                                                                                             |                          |
| Les Experts | Les Experts : Manhattan |                 | Mauvaise surprise (Les Experts 13x13) Un retour pour New York (CSI : NY 9x15)                                               | soirée Les Experts    | Série A : Gary Sinise Série B : Ted Danson                                                  | 6 & 8 février 2013       |
| Cette section est vide, insuffisamment détaillée ou incomplète. Votre aide est la bienvenue ! Comment faire ? |                         |                 | |                       |                                                                                             |                          |
| Les Experts | Les Experts : Cyber     |                 | Liaison virtuelle (Les Experts 14x21)                                                                                       | backdoor pilot        | Série A : Patricia Arquette                                                                 | 30 avril 2014            |
| Cette section est vide, insuffisamment détaillée ou incomplète. Votre aide est la bienvenue ! Comment faire ? |                         |                 | |                       |                                                                                             |                          |
| Les Experts | Les Experts : Cyber     |                 | Le Paradoxe des jumeaux (Les Experts 15x06)                                                                                 | invité(e)             | Série A : Patricia Arquette                                                                 | 16 novembre 2014         |
| Cette section est vide, insuffisamment détaillée ou incomplète. Votre aide est la bienvenue ! Comment faire ? |                         |                 | |                       |                                                                                             |                          |

### Avec d'autres séries
Certains crossovers ont également lieu avec d'autres séries indépendantes de la franchise : FBI : Portés disparus et Cold Case : Affaires classées.
| Crossover entre | Crossover entre       | Épisode(s) | Type                        | Acteur(s) dans le crossover                                                | Date de diffusion        |
| Série A | Série B               | Épisode(s) | Type                        | Acteur(s) dans le crossover                                                | Date de diffusion        |
| --- | --------------------- | --- | --------------------------- | -------------------------------------------------------------------------- | ------------------------ |
| CSI : NY | Cold Case             | Sœurs de sang (CSI : NY 3x22)                                                                                  | Invité(s)                   | Série A : Danny Pino                                                       | 2 mai 2007               |
| L'ADN de Stella Bonasera renvoie à une affaire non classée (Cold Case en anglais) de Philadelphie. Scotty Valens se rend ainsi à New York et la suspecte. |                       | |                             |                                                                            |                          |
| Les Experts | FBI : Portés disparus | 6 ans de recherche (1re partie) (Les Experts 8x06) 6 ans de recherche (2e partie) (FBI : Portés disparus 6x06) | Soirée spéciale de 2 heures | Série A : Anthony LaPaglia Série B : William Petersen                      | 8 novembre 2007          |
| Jack Malone se joint à Grissom pour traquer un tueur en série. |                       | |                             |                                                                            |                          |
| Mon oncle Charlie | Les Experts           | Amour à mort (Mon oncle Charlie 5x17) L'Envers du décor (CSI 8x16)                                             | échange de scénaristes      | Série A : George Eads Série B : Charlie Sheen, Jon Cryer et Angus T. Jones | 5 mai 2008 8 mai 2008    |
| Les scénaristes des deux séries ont interverti leurs rôles. Par ailleurs, George Eads apparait dans l'épisode Amour à mort dans lequel un décès mystérieux pendant un mariage chez Charlie. Dans L'Envers du décor, Grissom enquête sur la mort de la star d'une sitcom tournée à Las Vegas. Les acteurs principaux de Mon oncle Charlie, Charlie Sheen, Jon Cryer et Angus T. Jones, apparaissent brièvement dans les mêmes tenues que l'épisode Amour à mort.                                       |                       | |                             |                                                                            |                          |
| Les Experts | MythBusters           | La Théorie de Grissom (CSI 8x15) Fireball Stun Gun (MythBusters 8x10)                                          | Caméo                       | Série A : Jamie Hyneman, Adam Savage                                       | 1er mai 2008 2 juin 2010 |
| Grissom et son équipe sont confrontés à plusieurs victimes dont le sang est vert, ce qui les amène à penser que les affaires sont liées. Catherine et Warwick enquêtent sur la mort d'un couple de personnes âgées. L'explication de chaque enquête se base sur la théorie des cordes, exposée dans les dernières minutes de l'épisode par Grissom. Jamie Hyneman et Adam Savage apparaissent comme techniciens de labo. Dans MythBusters, ils réalisent ensuite les tests de la police scientifique. |                       | |                             |                                                                            |                          |

## L'effetCSI
Des sociologues et juristes américains ont remarqué que les attentes des victimes, des jurés mais également des criminels eux-mêmes en matière d'enquête criminelle, ont changé depuis l'apparition de la série et des dérivées.

## Œuvres dérivées
Des romans, bandes dessinées, jeux vidéo inspirées des séries de la franchise ont été publiés.